# Sagoplecta
Sagoplecta es un género de foraminífero bentónico de la subfamilia Polymorphininae, de la familia Polymorphinidae, de la superfamilia Polymorphinoidea, del suborden Lagenina y del orden Lagenida. Su especie-tipo es Sagoplecta goniata. Su rango cronoestratigráfico abarca el Rhaetiense (Triásico superior).

## Discusión
Clasificaciones previas incluían Sagoplecta en la superfamilia Nodosarioidea.

## Clasificación
Sagoplecta incluye a las siguientes especies:
- Sagoplecta goniata †
- Sagoplecta himatioides †
- Sagoplecta incrassata †